# Otto I van Hachberg
Otto I van Hachberg (overleden bij Sempach op 9 juli 1386) was van 1369 tot 1386 markgraaf van Baden-Hachberg. Hij behoorde tot de Hachbergse tak van het huis Baden.

## Levensloop
Otto I was de oudste zoon van markgraaf Hendrik IV van Baden-Hachberg en Anna van Üsenberg. In 1369 volgde hij zijn overleden vader op als markgraaf van Baden-Hachberg en bleef dit tot zijn dood in 1386.
Op 11 juli 1356 verpandde zijn vader het kasteel en de heerlijkheid Hachberg aan heer Johan Malterer. Hetzelfde jaar werd Otto door zijn vader uitgehuwelijkt aan Johans dochter Elisabeth, waarmee hij weer in het bezit kwam van het kasteel en de heerlijkheid Hachberg. Hun huwelijk bleef kinderloos.
Op 9 juli 1386 streed Otto aan de zijde van het huis Habsburg bij de Slag bij Sempach. Hij sneuvelde bij deze veldslag samen met hertog Leopold III van Oostenrijk en heer Johan van Ochsenstein en werd na zijn dood bijgezet in het klooster Königsfelden. Zijn broers Johan en Hesso volgden hem op als markgraaf van Baden-Hachberg en in 1389 verdeelden beide broers het markgraafschap onderling.